# 113 Amalthea
113 Amalthea, a volte in italiano 113 Amaltea, è un asteroide della fascia principale. Scoperto nel 1871, presenta un'orbita caratterizzata da un semiasse maggiore pari a 2,3756620 au e da un'eccentricità di 0,0869228, inclinata di 5,04298° rispetto all'eclittica.
Fu scoperto il 12 marzo 1871 da Karl Theodor Robert Luther dall'Osservatorio di Düsseldorf, situato nel distretto urbano di Bilk in Germania, di cui era direttore dal 1851.
Nel marzo 2017, durante l'osservazione di un'occultazione stellare, è stato individuato un satellite a cui è poi stata assegnata la designazione provvisoria S/2017 (113) 1.
L'asteroide è dedicato ad Amaltea, la capra che, secondo la mitologia greca, allattò Zeus sul Monte Ida a Creta.
Amalthea è anche il nome di uno dei piccoli satelliti interni di Giove.